# Assemblée des États de Bade
L'Assemblée des États de Bade est le parlement du grand-duché de Bade qui existe jusqu'en 1918. Elle est créée sur la base de l'acte constitutionnel du 22 août 1818 et ouverte le 22 avril 1819. Conformément au § 26 de la Constitution badoise (de), elle est « divisée en deux chambres ». Les deux chambres se réunissent au château de Karlsruhe jusqu'en 1822, après quoi elles emménagent dans la nouvelle maison des États (de) dans la ville résidentielle de Karlsruhe.
La seconde Chambre est mieux connue du public car elle est considérée comme le parlement de chambre le plus libéral et le plus influent de la Confédération allemande avant la Révolution de mars 1848.

## La première Chambre

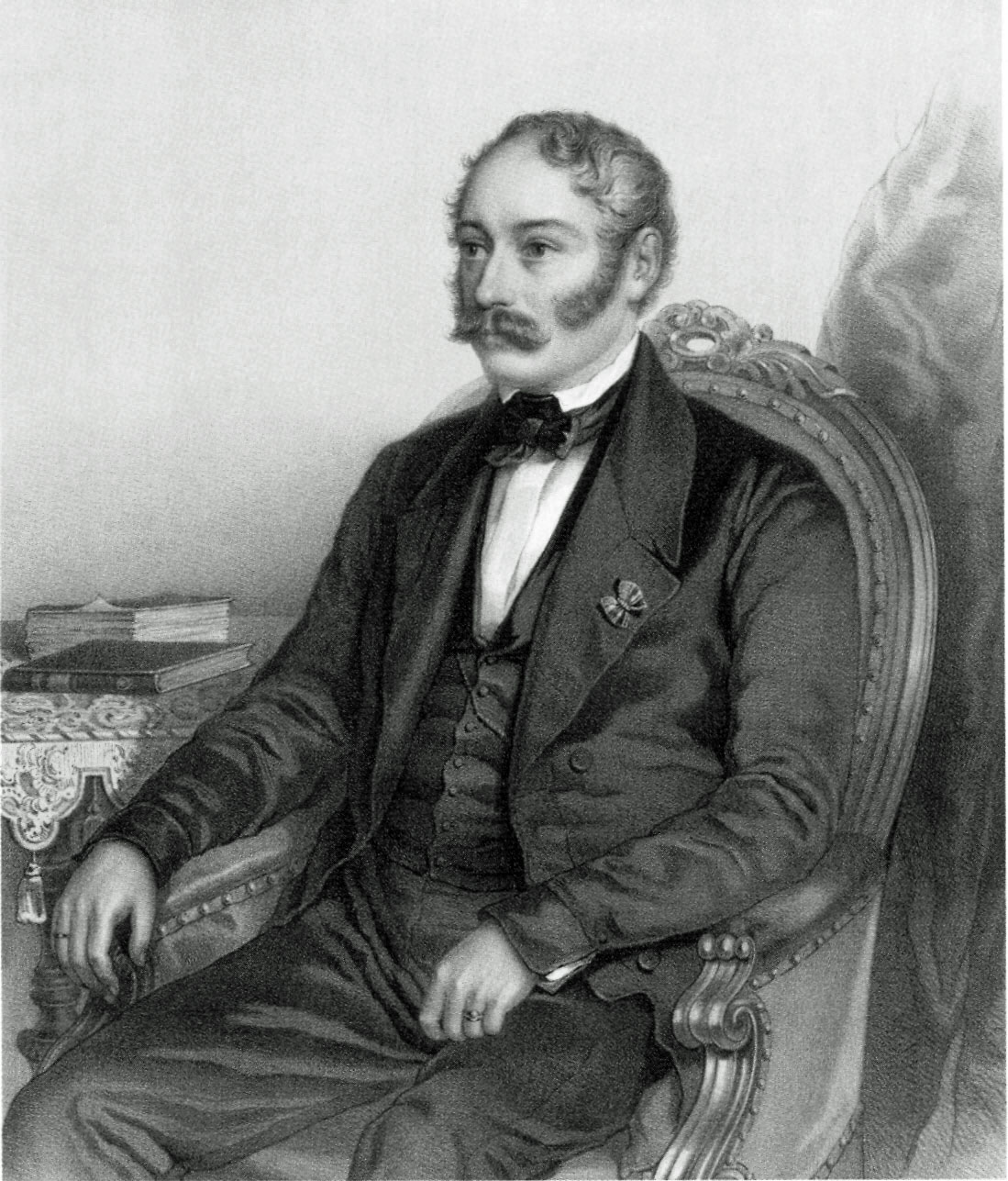
Prince Guillaume de Bade vers 1830

La première Chambre, dite Chambre haute, est composée selon le § 27 de la Constitution :
1. des princes de la maison grand-ducale,
2. des chefs des familles nobles,
3. de l'évêque d'État et d'un ecclésiastique protestant nommé à vie par le grand-duc avec rang de prélat;
4. huit représentants de la noblesse seigneuriale,
5. deux représentants des universités d'État,
6. parmi les personnes désignées par le grand-duc comme membres de cette chambre, sans distinction de statut ou de naissance.
Bien que la première Chambre soit également en partie composée d'éminents hommes politiques de l'opposition, par exemple Karl von Rotteck représente initialement l'Université de Fribourg, l'impact public de la Chambre est globalement limité, notamment parce que le droit de nomination du grand-duc permet toujours d'établir au sein de la Chambre les rapports de majorité souhaités par le gouvernement.
Le premier président est le prince Guillaume de Bade (1819-1858), le premier vice-président est Charles-Egon II de Fürstenberg.

## La seconde Chambre
Les 63 députés de la seconde Chambre sont initialement élus pour huit ans. Un quart des députés est réélu au bout de deux ans, chaque député étant rééligible. Le premier parlement de l'État s'ouvre le 22 avril 1819 une session de 31 séances (→ voir liste des députés de l'Assemblée des États de Bade de 1819 (de)). À partir de 1904, la durée de la législature est de quatre ans et les députés sont désormais élus directement par le peuple ; leur nombre est en outre porté à 73.

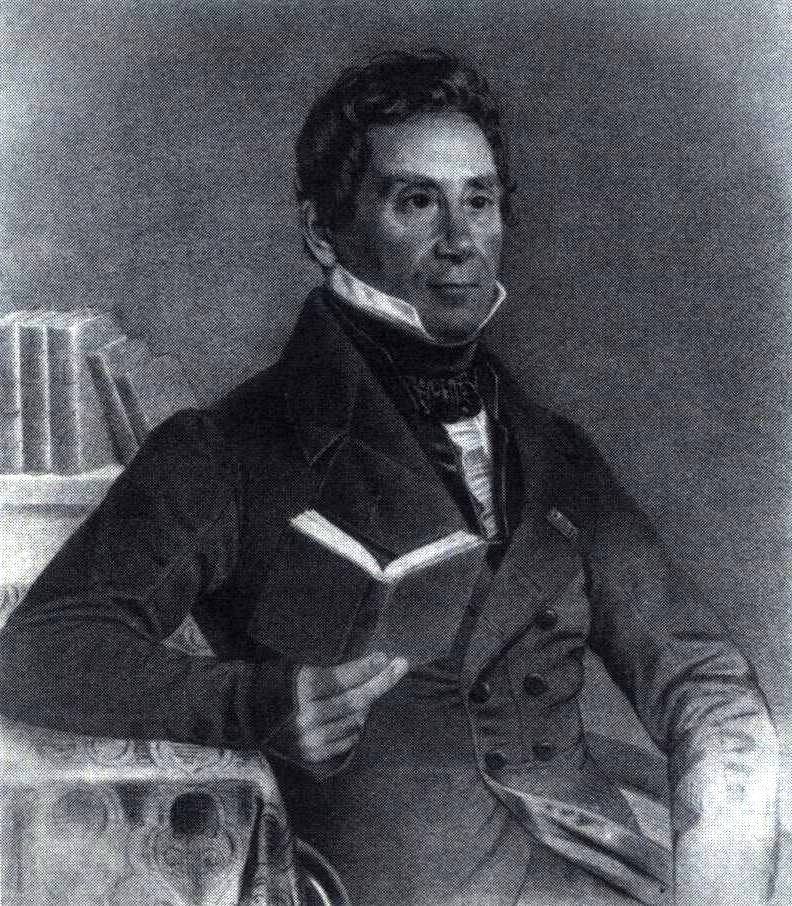
Karl Friedrich Nebenius

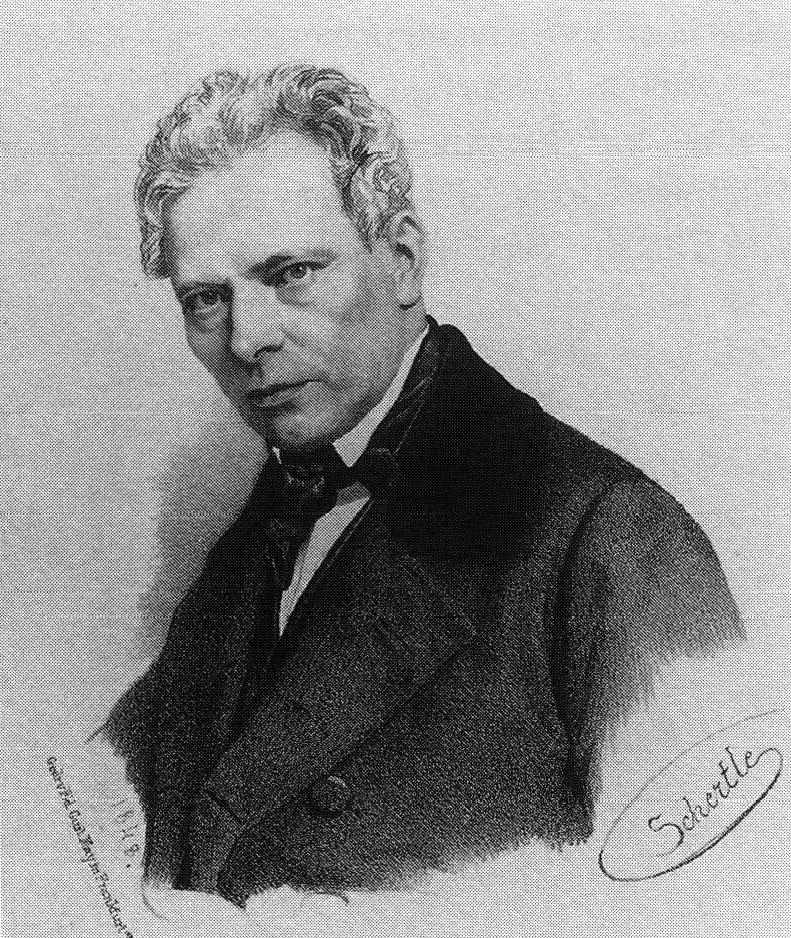
Welcker 1848 (lithographie d'après un dessin de Valentin Schertle)

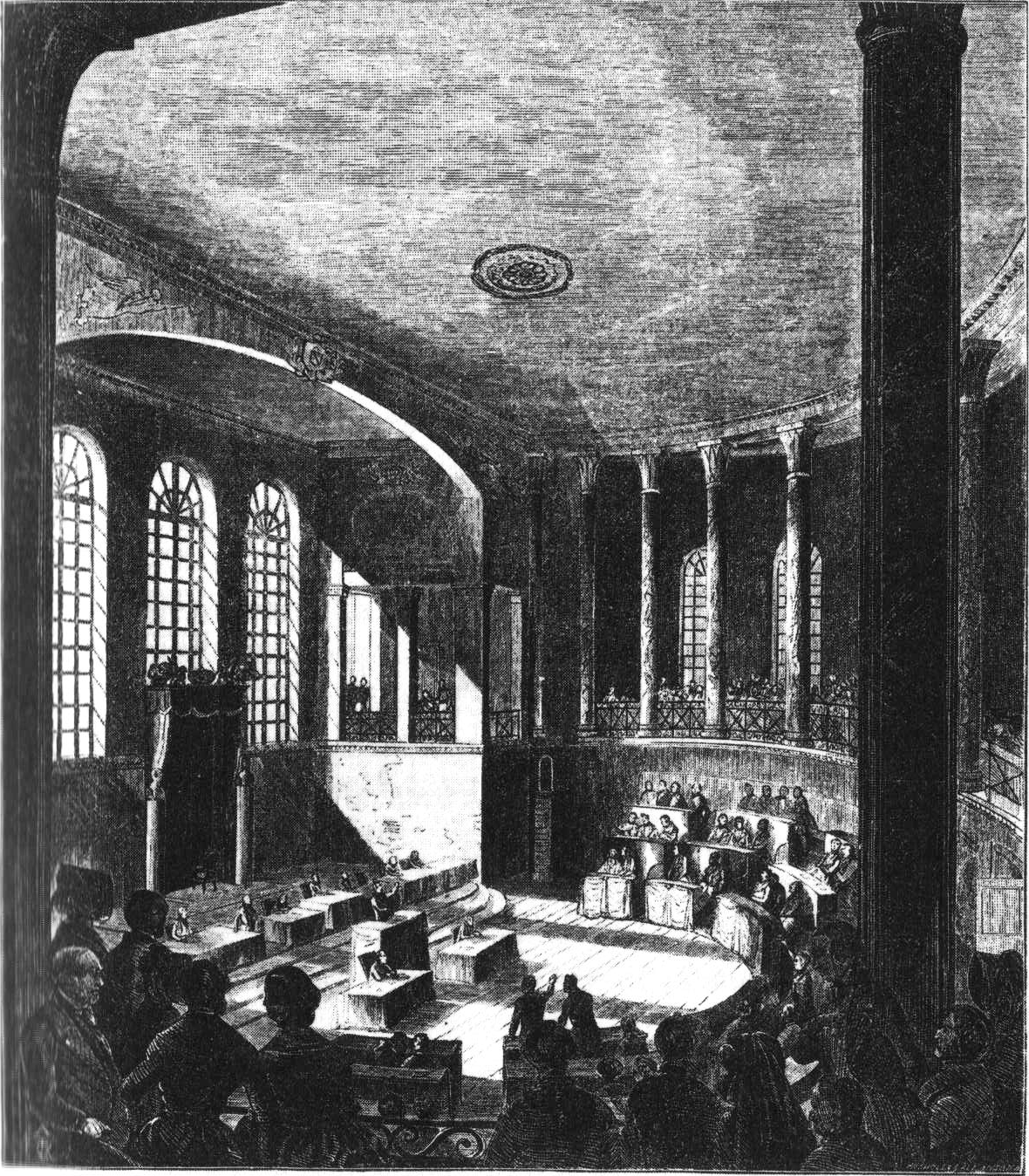
Représentation contemporaine d'une réunion de la seconde Chambre en 1845

### La période de 1819 à 1831
L'importance de l'opposition à la seconde Chambre de l'Assemblée des États au-delà du Bade est également la conséquence d'un droit de vote relativement libre. L'élection à la seconde Chambre se fait en deux étapes par le biais de grands électeurs, sans restrictions particulières ni pour les électeurs primaires ni pour les grands électeurs, de sorte que tous les citoyens masculins âgés de plus de 26 ans et enregistrés comme citoyens dans un district électoral ont le droit de vote. Cela exclut certes les femmes et tous les hommes n'ayant pas la pleine citoyenneté communale, dont typiquement tous les domestiques, compagnons ou ouvriers, mais environ 70% de la population masculine peut néanmoins participer sans restriction aux élections, notamment après la suppression du statut de citoyen protégé en 1831. Pour le droit de vote passif, les barrières d'accès étaient sont plus élevées, mais le libre choix parmi les candidats, même en dehors du district électoral, augmente fortement la possibilité d'élire des députés populaires même en dehors de leur ville d'origine.
Le droit budgétaire de la seconde chambre de l'assemblée des États revêt une importance particulière. En outre, la constitution rédigée par Karl Friedrich Nebenius (de) prévoit que l'approbation des deux chambres est nécessaire pour toutes les lois concernant "la liberté de la personne ou la propriété des citoyens".
Dans l'ensemble, la constitution offre des possibilités d'influence de l'opposition relativement étendues pour l'époque. À cela s'ajoutait une série d'importants hommes politiques d'opposition libéraux et démocrates, dont Johann Adam von Itzstein, Karl von Rotteck et Carl Theodor Welcker, ainsi que dans les années 1840 Friedrich Daniel Bassermann, Friedrich Hecker, Alexander von Soiron, Adolf Sander (de) et Karl Mathy, ce qui incite Metternich à retrouver dans la seconde Chambre de Bade "indéniablement les démagogues les plus prononcés des États allemands". La seconde Chambre est également considérée comme un jalon important pour la politique sociale catholique en raison du "Discours sur la fabrique" prononcé par Franz Joseph von Buß (de) le 25 avril 1837. Le discours sur la fabrique est souvent considéré comme le premier discours de politique sociale devant un parlement allemand.
Cependant, au début, les premières sessions de la seconde Chambre sont fortement influencées par la politique de la Confédération germanique, qui, à la suite des décrets de Carlsbad, se caractérise par une restriction fondamentale des libertés civiles et un renforcement des gouvernements monarchiques. En 1825, la constitution du grand-duché est également modifiée en faveur du gouvernement.

### L'ère Winter
Ce n’est qu’en 1831, après la nomination de Winter comme ministre de l’Intérieur du Bade, que l'Assemblée des États peut poser les premiers jalons du libéralisme, ce qui vaut au Parlement d'être connu dans la Confédération germanique comme "la véritable école du libéralisme d’avant mars ». D'une part, l'opposition du Parlement réformateur de 1831, composée principalement de fonctionnaires et donc souvent qualifiée de libéralisme de conseil secret, fait revenir le gouvernement sur la modification de la constitution de 1825 et se forge ainsi une réputation de défenseur de la constitution. Plusieurs lois s'ensuivent, dont la suppression des droits féodaux restants tels que les corvées et les dîmes, appelée "émancipation des paysans", ainsi que la libéralisation des règlements communaux. La loi sur la presse, qui abolit la censure préalable, revête en outre une importance particulière. Cette loi doit être retirée en 1832 sous la pression de l'Autriche et de la Prusse et constitue dès lors l'un des principaux points de discorde entre l'opposition et le gouvernement.
Le catalogue de revendications libérales est complété en 1831 par la motion Welcker, qui demande pour la première fois publiquement l'instauration d'une représentation populaire auprès du Bundestag et qui s'inscrit ainsi dans la lignée des motions ultérieures de Bassermann et finalement du parlement de Francfort. Les efforts du député Jakob Wilhelm Speyerer (de) pour parvenir à une égalité juridique complète pour les Juifs après l'édit juif de Bade de 1809 (de) et ses atténuations dans les années qui suivent, échouent cependant en raison de la forte impression produite par le mémoire Die jüdische Nationalabsonderung nach Ursprung, Folgen und Bessermitteln. Oder über die Pflichten, Rechte und Verordnungen zur Verbesserung der jüdischen Schutzbürgerschaft in Deutschland, Heidelberg 1831, du théologien de Heidelberg Heinrich Eberhard Gottlob Paulus, se heurte à la résistance unie des députés. Le député Albert Ludwig Grimm (de) de Weinheim est le seul à voter avec Speyerer pour une pleine égalité juridique.

### L'ère Blittersdorf
Après la mort de Winter en 1838, le ministre des Affaires étrangères Blittersdorf acquit une influence significative sur la politique badoise. Ce n’est que maintenant que le courant conservateur-réactionnaire qui prévalait dans la Confédération germanique depuis 1833 après les fêtes de Hambach et le Wachensturm de Francfort peut également produire pleinement ses effets au grand-duché. Blittersdorf tente de limiter l'influence de la seconde Chambre en renforçant la première Chambre et les pouvoirs de la Confédération germaniques. En outre, il s'efforce avant tout de discipliner les responsables de l'opposition et de les engager dans la politique gouvernementale. Cependant, Blittersdorf ne prête aucune attention à l'ambiance politique à Baden et empoisonne ainsi le climat politique intérieur à long terme.
La pression du gouvernement provoque un effort accru de la part de l'opposition, de sorte que la campagne électorale de 1842 est menée avec une sévérité et une politisation de la population sans précédent. Le grand-duc Léopold est également impliqué dans le conflit, ce qui nuit à sa réputation publique. La réprimande de la fonction publique représentée à la seconde Chambre a provoqué la formation d'un camp politique dans lequel une grande partie de la population se montre solidaire de l'opposition et l'a appelée à défendre la Constitution par des pétitions de soutien et des adresses de remerciement. Les célébrations du vingt-cinquième anniversaire de la Constitution en 1843 donnent lieu à de nombreuses et grandes manifestations contre le gouvernement de Blittersdorf dans tout le pays
Voir également : Liste des députés de l'Assemblée des États de Bade de 1842 (de)

### Les gouvernements Nebenius, Boeckh et Bekk

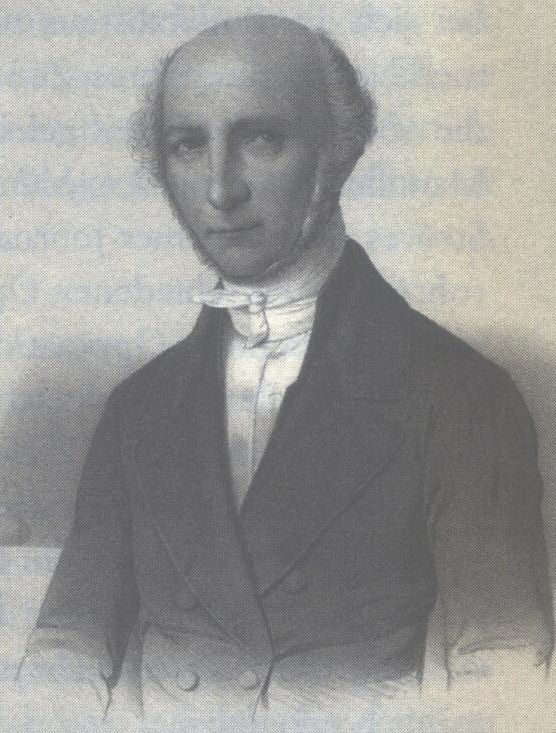
Johann Baptist Bekk

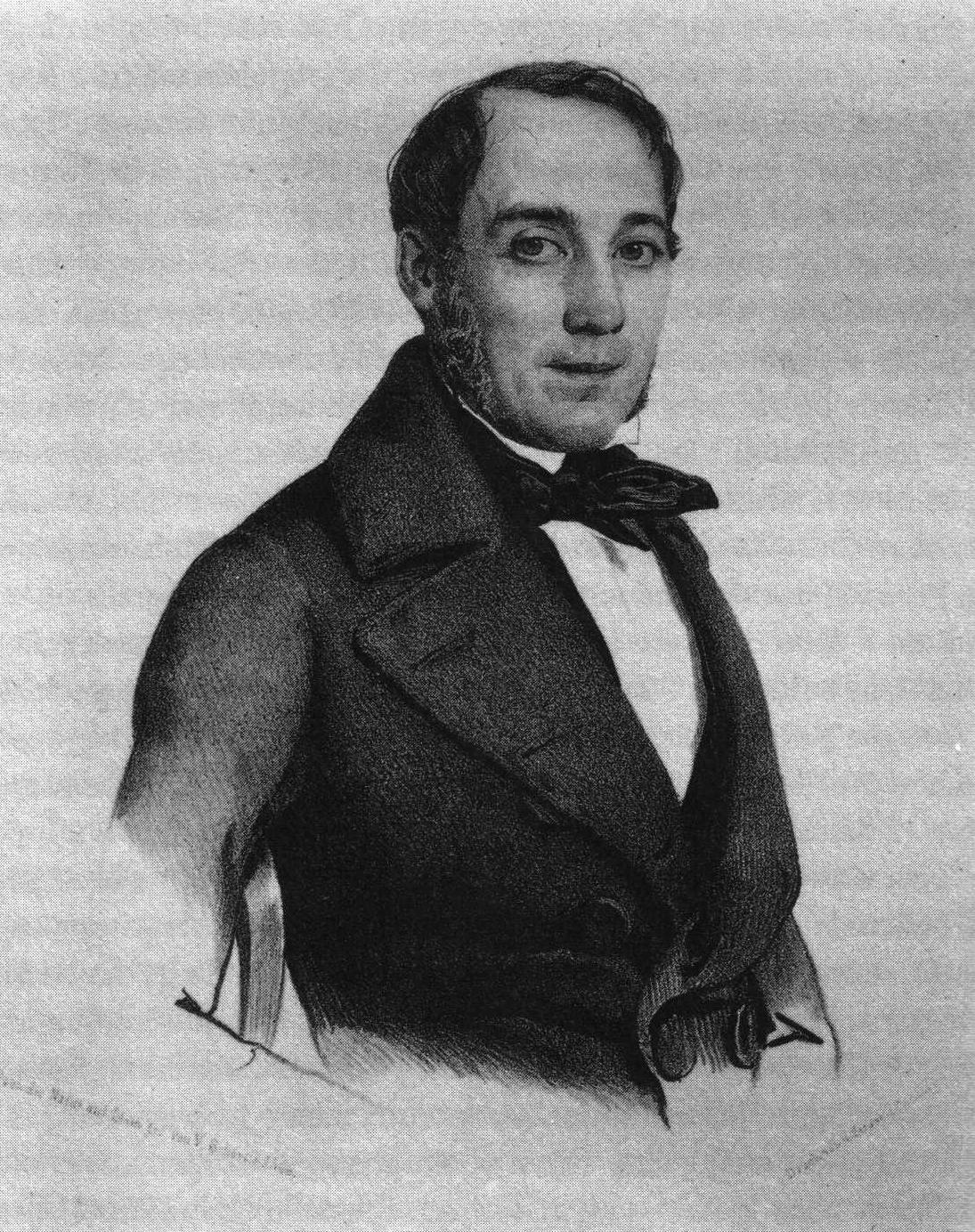
Karl Mathy, 1842 (lithographie)

En 1843, Bassermann organise le rejet du budget du gouvernement dans le cadre de la querelle des congés, lors de laquelle le gouvernement badois veut refuser aux fonctionnaires élus pour l'opposition à la seconde Chambre les congés et donc l'exercice de leur mandat, et force la démission du ministère conservateur de Blittersdorf par la première motion de censure parlementaire de l'histoire allemande. Certes, Nebenius est nommé ministre de l'Intérieur et, en 1844, Boeckh (de), compagnon de route de Nebenius, est nommé ministre d'État, mais il n'y a pas de changement politique à court terme. Lorsque, lors des élections de 1845/46, l'opposition obtient une nette majorité et que l'atmosphère politique est encore aggravée par la querelle sur le catholicisme allemand, le monarque doit définitivement choisir entre un durcissement de la ligne et un fléchissement. Léopold, conseillé par Joseph von Radowitz, opte pour une position plus libérale en décembre 1846 et nomme Johann Baptist Bekk au poste de ministre de l'Intérieur et ministre d'État. Contre toute attente, Bekk assure en décembre 1846 l'adoption du budget du gouvernement par la seconde Chambre, ce qui provoque toutefois la scission de l'opposition, jusqu'alors unie, en une aile libérale autour de Welcker et une aile radicale peu encline au compromis avec Itzstein comme figure de proue
Le 12 février 1848, Bassermann, revenant sur sa motion similaire de 1844 (Motion Bassermann) et sur la motion Welcker de 1831, demande une représentation élue par le peuple auprès du Bundestag à Francfort-sur-le-Main. Cette revendication est l'un des éléments déclencheurs de la révolution de mars en et conduit finalement, via l'Assemblée des 51 de Heidelberg et le Pré-parlement, au premier parlement librement élu des États allemands, le parlement de Francfort.

### La seconde Chambre dans la révolution badoise
Dans le cadre de la Révolution badoise, la dissolution de l'Assemblée des États est l'une des trois revendications des révolutionnaires présentées au gouvernement Bekk après la mutinerie de la garnison de Rastatt le 13 mai 1849. Le lendemain, les révolutionnaires autour d'Amand Goegg (de) et Lorenz Brentano prennent le pouvoir. Le 17 mai, la commission nationale ordonne la dissolution des deux chambres. À la place, les élections sont organisées pour une assemblée constituante qui se réunit pour la première fois le 10 juin. Après l'écrasement du soulèvement par les troupes prussiennes, l'ancienne constitution est rétablie.

### Après la révolution
Après l'écrasement de la révolution, 23 révolutionnaires sont exécutés dans tout le pays de Bade, mais les principaux leaders de l'insurrection se sont pour la plupart enfuis à l'étranger. Malgré l'occupation par l'armée prussienne et la nomination d'un ministère conservateur sous Friedrich Adolf Klüber (de), la contre-réaction dans le domaine de la politique est relativement douce. Les points de vue démocratiques et libéraux ne sont pour l'instant plus demandés, même au sein de la population, et il n'est pas question de penser à des libertés et à des droits civils étendus. Les résultats des élections sont à l'avenant. De plus, les représentants du libéralisme, comme Georg Gottfried Gervinus, sont victimes de procès mesquins. Malgré tout, le grand-duché de Bade reste un État constitutionnel et la bureaucratie reste, à quelques exceptions près, entre les mains des anciens fonctionnaires. La misère économique des années 1850 est soulagée par l'émigration, surtout des classes inférieures, ce qui conserve les conditions politiques et assure des majorités correspondantes à l'Assemblée des États. Ce n’est qu’au cours de la guerre austro-italienne de 1859 que des débats politiques dignes de ce nom ont à nouveau lieu, au-delà de la politique quotidienne. Le fossé se creuse alors entre les partisans de la solution petite-allemande, qui aspirent à une unité rapide de l'Allemagne sous la direction de la Prusse, et les partisans de la solution grande-allemande, qui soutiennent l'Autriche et sont souvent anti-prussiens.
Un autre sujet pertinent est le différend qui oppose le grand-duché à l'Église catholique. Ce conflit conduit à la formation d'un gouvernement libéral en 1860, avec une participation importante des députés de la seconde Chambre et sous la direction d'Anton von Stabel. Sous l'influence de Franz von Roggenbach, le gouvernement change de cap et se rapproche de la méthode de travail d'un parlement démocratique, en élaborant la politique en collaboration avec la majorité de la seconde Chambre de l'Assemblée des États.
Cette situation ne change à nouveau qu'au cours des querelles politiques entre la Prusse et l'Autriche en 1866. Après la démission du gouvernement à la suite de la défaite de la guerre de 1866, le grand-duc appelle Karl Mathy à la présidence du ministère d'État. Mathy, redouté pour sa gauche en tant que député à la Chambre dans les années 1840, revient à un mode de gouvernement plus gouvernemental, soutenu par son ministre de l'Intérieur Julius Jolly (de), qui respecte certes les principes de l'État de droit, mais ne s'efforce pas particulièrement de répondre aux souhaits de la seconde Chambre. En conséquence, la seconde Chambre demande avec véhémence et finalement avec succès des lois sur la liberté de la presse et la responsabilité des ministres. Les amendements constitutionnels du gouvernement Mathy de 1867 et 1868 donnent à l'Assemblée des États le droit d'initier des lois et le droit d'inculpation des ministres. La seconde chambre obtient en outre le droit d'élire elle-même son président. En 1904, la période électorale est réduite à quatre ans.

## Circonscriptions électorales
Lors de la répartition des circonscriptions électorales, on ne vise pas - comme aujourd'hui - un nombre aussi égal que possible d'électeurs par député, mais l'importance économique pour le budget de l'État détermine la répartition des circonscriptions électorales. Les 63 députés (22 issus des circonscriptions urbaines et 41 des circonscriptions administratives) représentent donc davantage les régions économiquement prospères du pays, ne serait-ce qu'en raison de la répartition des circonscriptions électorales
Une liste des circonscriptions électorales se trouve dans les listes des membres de l'Assemblée des États de Bade (comme par exemple Liste des membres de l'Assemblée des États de Bade de 1842 (de)).

### Circonscriptions électorales urbaines
Lors de la répartition des circonscriptions électorales, 14 villes bénéficient tout d'abord d'un statut spécial. Karlsruhe et Mannheim ont chacun 3 députés, Heidelberg, Fribourg, Pforzheim et Lahr en ont chacun 2. Überlingen, Constance, Offenburg, Rastatt, Baden-Baden, Durlach, Bruchsal et Wertheim élisent chacun un député, ce qui fait un total de 22 députés élus dans les 14 circonscriptions urbaines.
Selon l'article 35 du code électoral, le nombre de députés est fixé en tenant compte d'une part de leur importance commerciale, d'autre part de leur situation antérieure, et d'autre part et surtout en considération de leur plus grande contribution aux impôts indirects....

### Circonscriptions électorales des bureaux
Le pays en dehors des circonscriptions électorales des villes est divisé en 41 circonscriptions électorales de bureaux, chacune d'entre elles ayant un député. Le § 34 du règlement électoral stipule que la détermination devait se faire en tenant compte de la charge fiscale directe des différents bureaux .

## Factions à la seconde Chambre jusqu'en 1870
Les partis politiques au sens moderne du terme ne se sont développés qu'après 1860. Jusqu'à cette date, on peut essentiellement distinguer les deux courants de base que sont les convictions conservatrices et libérales des députés. Une attitude conservatrice est généralement en accord avec la politique gouvernementale de l'État autoritaire existant, une attitude libérale allait de pair avec une attitude d'opposition plus ou moins prononcée. Dès les premières années du parlement badois, des groupes parlementaires se sont formés à la seconde Chambre. De 1831 jusqu'à l'année révolutionnaire de 1848, les groupes parlementaires se sont formés de la manière suivante
| Année électorale | Opposants radicaux | Opposants modérés | Neutres | Gouvernementaux modérés | Gouvernementaux radicaux | Ultramontains (catholiques) | Total des sièges |
| ---------------- | ------------------ | ----------------- | ------- | ----------------------- | ------------------------ | --------------------------- | ---------------- |
| 1831 (de)        | 18                 | 15                | 20      | 6                       | 4                        |                             | 63               |
| 1833 (de)        | 18                 | 16                | 19      | 5                       | 5                        |                             | 63               |
| 1835 (de)        | 18                 | 15                | 14      | 9                       | 7                        |                             | 63               |
| 1837/38 (de)     | 17                 | 13                | 15      | 10                      | 8                        |                             | 63               |
| 1839/40 (de)     | 17                 | 12                | 15      | 12                      | 7                        |                             | 63               |
| 1841/42 (de)     | 17                 | 11                | 13      | 14                      | 8                        |                             | 63               |
| 1842 (de)        | 22                 | 9                 | 4       | 19                      | 9                        |                             | 63               |
| 1843/45 (de)     | 22                 | 9                 | 1       | 22                      | 9                        |                             | 63               |
| 1845/46 (de)     | 22                 | 12                | 1       | 20                      | 8                        |                             | 63               |
| 1846 (de)        | 28                 | 10                | 2       | 13                      | 7                        | 3                           | 63               |
| 1847/49 (de)     | 25                 | 12                | 2       | 13                      | 8                        | 3                           | 63               |
| 1848 (avril)     | 28                 | 16                | 4       | 6                       | 5                        | 4                           | 63               |
| 1848 (décembre)  | 30                 | 14                | 4       | 6                       | 5                        | 4                           | 63               |

En raison des événements du troisième soulèvement de Bade dans le cadre de la Révolution de Mars, l'Assemblée des États se sépare de facto le 14 mai 1849. Le 3 juin 1849, les hommes de Bade ayant le droit de vote votent, conformément au règlement électoral de l'Assemblée nationale allemande, sur la composition d'une assemblée constituante (de). L'activité de l'Assemblée constituante de Bade de 1849 (de) se limita cependant à la courte période du 10 au 30 juin 1849.
De 1850 jusqu'à l'unification allemande en 1871, la composition de la seonde Chambre est la suivante :
| Année électorale | Démocrates | Libéraux | Libéraux modérés | Neutres | Conservateurs modérés | Conservateurs | Ultramontains (catholiques) | Total des sièges |
| ---------------- | ---------- | -------- | ---------------- | ------- | --------------------- | ------------- | --------------------------- | ---------------- |
| 1850/51 (de)     |            | 24       | 10               | 7       | 8                     | 8             | 6                           | 63               |
| 1851/52 (de)     |            | 21       | 9                | 8       | 7                     | 10            | 8                           | 63               |
| 1854 (de)        |            | 18       | 9                | 13      | 6                     | 10            | 7                           | 63               |
| 1855/56 (de)     |            | 25       | 8                | 13      | 4                     | 7             | 6                           | 63               |
| 1857/58 (de)     |            | 29       | 7                | 12      | 4                     | 6             | 5                           | 63               |
| 1859/60 (de)     |            | 37       | 5                | 6       | 4                     | 4             | 7                           | 63               |
| 1861/63 (de)     |            | 49       | 3                | 3       | 2                     | 3             | 3                           | 63               |
| 1863/65 (de)     |            | 53       | 2                | 2       | 2                     | 1             | 3                           | 63               |
| 1865/66 (de)     | 20         | 39       | 1                | 2       |                       |               | 1                           | 63               |
| 1867/68 (de)     | 3          | 57       |                  |         |                       | 1             | 2                           | 63               |
| 1869/70 (de)     | 2          | 55       |                  |         |                       | 1             | 5                           | 63               |

## L'assemblée des États de 1870 à 1918
En 1870, le découpage électoral de la seconde Chambre est revu et le suffrage universel et égal est introduit. En 1904, le suffrage direct est introduit. De même, la composition de la première Chambre est modifiée. Des représentants des corps de métier, des députés de la Chambre de commerce, de la Chambre d'agriculture et de la Chambre des métiers y sont intégrés. La collaboration des libéraux nationaux, des démocrates et des sociaux-démocrates au sein du Grand Bloc (de) à partir de 1905 attire l'attention dans tout l'Empire.
Le tableau suivant montre la répartition des sièges dans la seconde chambre du parlement de l'État de Bade depuis la fondation de l'Empire jusqu'à la fin de la monarchie, :
| Année électorale | Parti national-libéral | Parti populaire catholique (de) / Zentrum | Sociaux- démocrates | Démocrates/ Parti populaire | Radicaux | Parti conservateur | Fédération des agriculteurs | Antisémites | Divers | Total des sièges |
| ---------------- | ---------------------- | ----------------------------------------- | ------------------- | --------------------------- | -------- | ------------------ | --------------------------- | ----------- | ------ | ---------------- |
| 1871 (de)        | 51                     | 9                                         |                     | 3                           |          |                    |                             |             |        | 63               |
| 1873 (de)        | 50                     | 10                                        |                     | 3                           |          |                    |                             |             |        | 63               |
| 1875 (de)        | 47                     | 13                                        |                     | 3                           |          |                    |                             |             |        | 63               |
| 1877 (de)        | 48                     | 12                                        |                     | 3                           |          |                    |                             |             |        | 63               |
| 1879 (de)        | 42                     | 15                                        |                     | 3                           |          | 2                  |                             |             |        | 63               |
| 1881 (de)        | 31                     | 23                                        |                     | 5                           | 1        | 3                  |                             |             |        | 63               |
| 1883 (de)        | 35                     | 19                                        |                     | 6                           | 2        | 1                  |                             |             |        | 63               |
| 1885 (de)        | 43                     | 14                                        |                     | 5                           |          | 1                  |                             |             |        | 63               |
| 1887 (de)        | 52                     | 9                                         |                     | 1                           |          | 1                  |                             |             |        | 63               |
| 1889 (de)        | 47                     | 13                                        |                     | 1                           | 1        | 1                  |                             |             |        | 63               |
| 1891 (de)        | 32                     | 21                                        | 2                   | 4                           | 2        | 2                  |                             |             |        | 63               |
| 1893 (de)        | 30                     | 23                                        | 3                   | 4                           | 1        | 2                  |                             |             |        | 63               |
| 1895 (de)        | 32                     | 21                                        | 3                   | 4                           |          | 2                  |                             | 1           |        | 63               |
| 1897 (de)        | 26                     | 21                                        | 5                   | 5                           | 1        | 2                  |                             | 2           |        | 63               |
| 1899 (de)        | 23                     | 23                                        | 6                   | 5                           | 2        | 2                  | 1                           | 1           |        | 63               |
| 1901 (de)        | 24                     | 23                                        | 6                   | 5                           | 2        | 1                  | 1                           | 1           |        | 63               |
| 1903 (de)        | 25                     | 23                                        | 6                   | 6                           | 2        |                    |                             |             | 1      | 63               |
| 1905 (de)        | 23                     | 28                                        | 12                  | 5                           | 1        | 3                  | 1                           |             |        | 73               |
| 1909 (de)        | 17                     | 26                                        | 20                  |                             | 7        | 2                  | 1                           |             |        | 73               |
| 1913 (de)        | 20                     | 30                                        | 13                  |                             | 5        | 5                  |                             |             |        | 73               |

### Libéraux-nationaux
L'évolution des libéraux d'un club de la bourgeoisie aisée et cultivée vers un parti politique se fait progressivement dans les années soixante. Lors d'une assemblée populaire à Offenbourg le 26 juillet 1862, 700 personnes présentes décident de se réunir à l'avenir à intervalles réguliers au niveau de l'État. Ils éisent 30 personnes comme commission permanente pour les activités entre les assemblées, qui doivent à leur tour mettre en place un comité. En 1865, le libéralisme badois risque de se diviser lorsque, sous la direction de Friedrich Kiefer (de), un groupe parlementaire de gauche libéral est formé sous le nom de Parti du progrès, dont près de deux douzaines de membres appellent à une guerre culturelle plus acharnée contre l'église catholique. Cependant, la guerre de 1866 détourne initialement l’attention dans une direction différente. La question nationale supplante désormais les questions de lutte culturelle et début novembre 1868, Friedrich Kiefer rencontre quelques libéraux, dont les trois députés d'État August Lamey (de), Carl Eckhard (de) et Johann Bluntschli, pour s'entretenir à Offenbourg afin d'intensifier le travail du parti. En réponse à la création du Parti populaire catholique (de) le 9 mai, les libéraux se réunissent à nouveau peu après à Offenbourg le 23 mai 1869, afin de resserrer nettement la structure lâche du parti et d'accompagner, en tant que parti national-libéral, la voie du pays de Bade vers un Empire allemand dirigé par la Prusse. Grâce au droit de vote indirect, les nationaux-libéraux réussissent à conserver la majorité absolue des sièges à la seconde Chambre jusqu'en 1881, puis de nouveau de 1885 à 1891 et une dernière fois de 1895 à 1897. Jusqu'à la mise en œuvre de la réforme du droit de vote en 1905, ils sont toujours restés le groupe parlementaire le plus important, raison pour laquelle ils se sont opposés aussi longtemps que possible au droit de vote direct pour le parlement de l'État.

### Parti populaire catholique et Zentrum
En 1862, pour soutenir leur Église dans la guerre culturelle, des députés catholiques au parlement de Bade se sont formés en 1862 dans ce qu'on appelle le mouvement des casinos (de), qui se voit toutefois aussitôt confronté à une interdiction. Un rassemblement de quelques milliers de catholiques à Bruchsal aboutit le 9 mai 1869 à la création du Parti populaire catholique (de). Au Grand-duché, les catholiques se sentent comme un groupe de population économiquement et socialement défavorisé, qui représente certes deux tiers de la population totale, mais vit principalement à la campagne dans des régions structurellement faibles et n'a jusqu'alors guère pu exprimer ses intérêts de manière adéquate. En raison du droit de vote indirect et de querelles internes, le Parti populaire catholique, qui s'est rallié au Zentrum au niveau de l'Empire, met des décennies avant de pouvoir devenir le groupe parlementaire le plus important à la seconde Chambre à partir de 1905. La figure dominante de ce long processus de croissance politique est le président du parti et de la fraction, Franz Xaver Lender. Jusqu'à la fin de la monarchie, le parti ne parvient pas à exercer une influence déterminante sur la politique gouvernementale.

### Sociaux-démocrates
À mesure que les grandes villes de Bade se développent, le nombre d'ouvriers d'usine augmente, notamment à Mannheim, Pforzheim et Karlsruhe. Une association d'éducation ouvrière est fondée à Constance dès 1849. Les premiers signes d'un mouvement syndical sont évidents avec la fondation d'une association d'imprimeurs à Mannheim en 1863, qui s'appelle Typographia. Elle est suivie trois ans plus tard par une coalition similaire de travailleurs du tabac. En 1868, la représentation des travailleurs du cigare de Mannheim rejoint l'Association générale des travailleurs allemands (ADAV), qui est la première association locale social-démocrate à être créée à Baden. L'association professionnelle des ouvriers allemands de l'or et de l'argent est fondée à Pforzheim en août 1869. La même année, une branche locale du Parti ouvrier social-démocrate (SDAP) est fondée à Pforzheim. En 1875, l'ADAV et le SDAP fusionnent pour former le Parti socialiste ouvrier. La loi initiée par Bismarck contre les efforts dangereux des sociaux-démocrates inhibe également le développement des sociaux-démocrates à Baden, bien que le gouvernement ait pris des mesures moins strictes à leur encontre dans les années 1881 à 1887. Lorsque la loi est abrogée en 1890, une vague d’associations sociales-démocrates commence à se fonder. Le SPD nouvellement fondé devient rapidement une force politique puissante également à Baden. Lors des élections au Reichstag de 1890, August Dreesbach (de) devient le premier membre du SPD à remporter un mandat au Reichstag. En octobre 1891, August Dreesbach et Philipp August Rüdt (de), deux sociaux-démocrates - tous deux issus de la circonscription de Mannheim - deviennent pour la première fois députés de la seconde chambre du parlement d'État de Bade. Le SPD peut compter sur un réseau vital de syndicats, d'associations ouvrières et de coopératives et puise sa force dans le milieu spécifique de la classe ouvrière socialement défavorisée.

### Libéraux de gauche
Le libéralisme de gauche ne se rétablit jamais complètement en Bade après la défaite de la révolution de 1849. Les successeurs de Friedrich Hecker et Gustav Struve sont beaucoup moins populaires dans le Bade que dans le Wurtemberg voisin, où les vieux révolutionnaires de 1848 font du Parti populaire démocrate une force politique dominante. En raison de la forte influence de la Prusse sur la politique badoise après 1850, le libéralisme badois est principalement caractérisé par le libéralisme national. Alors que les nationaux-libéraux peuvent toujours bénéficier des faveurs de leur grand-duc, les démocrates grands-allemands restent un petit parti moins important. Les démocrates, qui réussissent principalement à Mannheim et refusent de rejoindre un Empire dirigé par la Prusse, rejoignent le Parti populaire allemand, que les démocrates du Wurtemberg ont fondé en 1866 avec des personnes partageant les mêmes idées et provenant d'autres États allemands. Une autre composante libérale de gauche en Bade est née du virage à droite des nationaux-libéraux forcé par Bismarck en 1878, conséquence de la politique tarifaire protectrice et des lois socialistes. Quelques hommes politiques libéraux de gauche, notamment basés dans le sud du Bade, se séparent donc du libéralisme national et trouvent une acceptation au sein du Parti radical

### Conservateurs
Après l’unification de l’Empire, les conservateurs n’ont plus aucune importance. Ce n’est qu’en 1879 qu’ils réussissent à réintégrer la seconde chambre du parlement d'État, mais ils restent toujours un groupe dissident insignifiant. Le principal homme politique de cette faction est Emil von Stockhorn.

## Liste des présidents de chambre
Les deux présidents de chambre respectifs sont répertoriés dans les tableaux suivants.
| Période     | Président de la première Chambre             |
| ----------- | -------------------------------------------- |
| 1819 à 1858 | Guillaume margrave de Bade                   |
| 1859 à 1860 | Guillaume, prince de Bade                    |
| 1861 à 1863 | Guillaume de Löwenstein-Wertheim-Freudenberg |
| 1863 à 1866 | Guillaume prince de Bade (2e mandat)         |
| 1867 à 1872 | Robert von Mohl                              |
| 1873 à 1880 | Hermann Obkircher (de)                       |
| 1881 à 1882 | Edwin Benckiser (de)                         |
| 1883 à 1887 | Karl Rüdt von Collenberg-Bödigheim (de)      |
| 1887 à 1888 | Eugen von Seyfried (de)                      |
| 1889 à 1892 | Friedrich Serger (de)                        |
| 1893 à 1897 | Guillaume prince de Bade (3e mandat)         |
| 1897 à 1906 | Charles, prince de Bade (de)                 |
| 1907 à 1918 | Max prince de Bade                           |

| Période     | Président de la seconde Chambre     |
| ----------- | ----------------------------------- |
| 1819        | Johann Bernhard Siegel (de)         |
| 1820        | Josef Karl Kern (de)                |
| 1822 à 1823 | Mathias Föhrenbach (de)             |
| 1825        | Josef Karl Kern (de) (2e mandat)    |
| 1828        | Isaak Jolly (de)                    |
| 1831        | Mathias Föhrenbach (de) (2e mandat) |
| 1833 à 1840 | Carl Mittermaier                    |
| 1841        | Johann Georg Duttlinger (de)        |
| 1842 à 1846 | Johann Baptist Bekk                 |
| 1846 à 1849 | Carl Mittermaier (2e mandat)        |
| 1850 à 1851 | Johann Baptist Bekk (2e mandat)     |
| 1851 à 1854 | Johann Baptist Bader (de)           |
| 1855 à 1860 | Karl Junghanns (de)                 |
| 1861 à 1870 | Georg Martin Hildebrandt (de)       |
| 1871 à 1876 | Ludwig Kirsner (de)                 |
| 1876 à 1892 | August Lamey (de)                   |
| 1893 à 1906 | Albert Gönner (de)                  |
| 1906        | Karl Wilckens (de)                  |
| 1907 à 1908 | Constantin Fehrenbach               |
| 1909 à 1917 | Rupert Rohrhurst (de)               |
| 1917 à 1918 | Johann Zehnter                      |
| 1918        | Ferdinand Kopf (de)                 |

## Après la révolution de novembre
Après la Révolution de novembre 1918, qui conduit à l'abdication de la maison grand-ducale le 14 novembre 1918, l'Assemblée nationale de Bade est élue le 5 janvier . Parallèlement, une commission mise en place par le gouvernement de l'État de Bade élabore un projet de constitution qui, sous la pression déterminante du SPD, ne prévoit plus qu'un système monocaméral. En avril 1919, la nouvelle constitution est approuvée par le peuple à une large majorité. L'assemblée des États est remplacée par le parlement de la République de Bade (de).